# Karmienie sztuczne

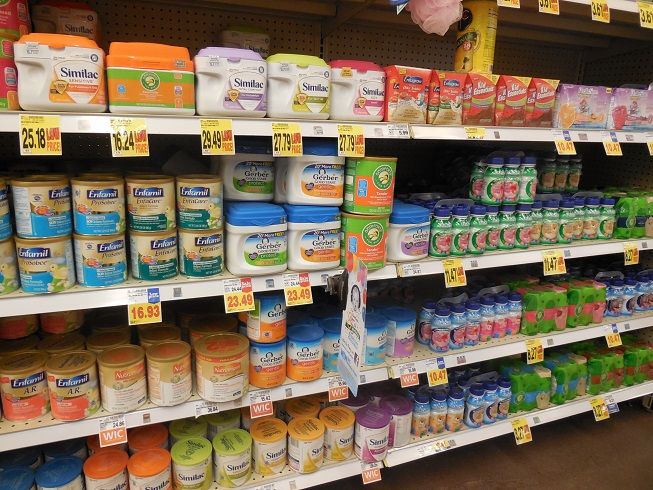
Mleka modyfikowane i jedzenie dla dzieci.

Karmienie sztuczne – żywienie niemowląt mlekiem modyfikowanym, które zastępuje naturalny pokarm matki. Sposób karmienia uwarunkowany jest medycznymi wskazaniami ze strony dziecka, matki oraz indywidualną decyzją pacjentki na temat sposobu karmienia dziecka. Mleko sztuczne powinno być jak najbardziej zbliżone składem oraz wpływem na wzrost i rozwój dziecka, do pokarmu naturalnego. Produkty zastępujące pokarm matki wytwarzane są najczęściej z mleka krowiego, koziego, izolatów białka sojowego lub hydrolizatów białka. Pokarm sztuczny podawany jest dziecku za pomocą butelki, łyżeczki, kieliszka lub sondy. Mieszankę sztuczną należy przygotować zgodnie z zaleceniami producenta.

## Rodzaje mleka modyfikowanego
W zależności od potrzeb, stanu oraz wieku dziecka, wyróżnia się kilka rodzajów preparatów mlekozastępczych:
1. Preparaty do żywienia początkowego (infant formula) – mleko początkowe przeznaczone dla niemowląt w pierwszych miesiącach życia (zwykle do czasu wprowadzenia pokarmów uzupełniających)[1].
2. Preparaty do żywienia niemowląt w drugim półroczu życia – mleko następne[1].
3. Mieszanki niskolaktozowe i bezlaktozowe stosowane w nietolerancji laktozy[2].
4. Mieszanki o podwyższonej kwaśności (pH 5,7) – stosowane w kolkach, wzdęciach, luźnych stolcach, zaburzeniach łaknienia[2].
5. Mieszanki ze zwiększoną zawartością MCT (średniołańcuchowych triglicerydów) – stosowane w biegunkach, zespołach złego wchłaniania, alergiach pokarmowych, mukowiscydozie[2].
6. Mieszanki AR (z dodatkiem substancji zagęszczających) – stosowane w skłonności do ulewań[2].
7. Mieszanki HA (hipoalergiczne – hydrolizatory białek o nieznacznym stopniu hydrolizy) – stosowane u dzieci ze zwiększonym ryzykiem wystąpienia alergii na białko mleka krowiego[2].
8. Mieszanki bezmleczne (hydrolizatory białka o znacznym stopniu hydrolizy) – stosowane w diagnostyce i leczeniu alergii pokarmowej[2].
9. Mieszanki elementarne (zawierające wolne aminokwasy) – stosowane w leczeniu alergii pokarmowej opornej na stosowanie hydrolizatorów białkowych[2].
10. Preparaty mlekozastępcze sojowe (wolne od białek mleka krowiego i laktozy) – stosowane w leczeniu galaktozemii, fruktozemii[2].

## Przeciwwskazania do karmienia naturalnego ze strony dziecka
1. Bezwzględne:  
  - klasyczna galaktozemia (częstość 1: 60 000 urodzeń),
  - wrodzony niedobór laktazy (choroba występująca bardzo rzadko; opisano kilkadziesiąt przypadków).
2. Względne:
  - ciężki stan dziecka,
  - rozszczep podniebienia utrudniający ssanie,
  - wyniszczenie,
  - niektóre wady serca, w których wysiłek związany ze ssaniem stanowi dla niemowlęcia zbyt duże obciążenie.

## Przeciwwskazania do karmienia naturalnego ze strony matki
1. Czynna, nieleczona gruźlica (karmienie jest możliwe po ≥2 tygodniach leczenia)[3].
2. Zakażenie HIV (dotyczy krajów europejskich; wg WHO w krajach rozwijających się karmienie jest dopuszczalne zgodnie ze specjalnymi protokołami postępowania)[3].
3. Zakażenie HTLV-1 i HTLV-2 (human T-cell lymphotrophic virus type I, type II)[3].
4. Konieczność leczenia matki wybranymi lekami[3].